# Profesorado universitario de Alemania
Los profesores y profesoras universitarios de Alemania, dependiendo de su formación, títulos y dependencia orgánica y de su relevancia y liderazgo en la investigación, se clasifican de varias formas, de acuerdo con la legislación del país. A lo largo de los siglos XX y XXI la terminología y la clasificación del profesorado alemán ha sufrido numerosos cambios. En 1969 se institucionaliza el Ministerio Federal de Educación y Ciencia; la ley «Grundgesetz» establecía que cada estado ("Länder") de la extinta RFA era responsable de financiar sus instituciones de educación superior y de crear sus propias políticas de financiación, a diferencia de la política centralista de la RDA. En 1970 se elabora un informe sobre política educativa que establece las prioridades educativas hasta la década siguiente. Además, con la creación de los Fachhochschule –como un tipo de institución de educación superior diferente–, se dio un impulso a las inversiones en este nivel educativo, apareciendo la distinción entre las universidades (que incluyen las áreas técnicas, de enseñanza, escuelas de Arte y Música) y las Fachhochschulen o universidades de ciencias aplicadas. En 1975 se crea la Comisión de la Federación de Estados para la Planificación Educativa, que amplía el nuevo modelo hasta 1985. En 1990, con la reunificación de Alemania, los cinco länders orientales (RDA) se integran a la federación y los ministros de educación de estos länders pasaron a formar parte de la Conferencia Permanente de Ministros de los Estados y de la Comisión para la Planificación Educativa. Tras la reunificación, el profesorado ha sufrido grandes cambios, con la aparición y extinción de varios cuerpos de docentes.

## Descripción general
|                     | Facultad | Enseñanza | Tiempo parcial     |                  |
| ------------------- | --- | --- | ------------------ | ---------------- |
| Puestos permanentes | Universitätsprofessor (grado salarial: W3 o W2), profesor (W3)                                                                              | Profesor de docencia | Profesor honorario |                  |
| Puestos permanentes | Profesor (W2) | Profesor de docencia | Profesor honorario |                  |
| Puestos permanentes | Profesor (W1), Akademischer Oberrat, Akademischer Rat, Wissenschaftlicher / Akademischer Mitarbeiter (titular)                              | Lehrkraft für besondere Aufgaben ( LfbA ) (titular), (Ober-)Studienrat iH (im Hochschuldienst: profesor de escuela en función de enseñanza académica, por ejemplo para cursos de latín o griego antiguo) | Profesor honorario |                  |
| Puestos interinos   | Akademischer Rat auf Zeit, Akademischer Oberrat auf Zeit ( AR/AOR aZ ), Juniorprofessor (W1 no titular), Professor auf Zeit (W2 no titular) | Lehrkraft für besondere Aufgaben ( LfbA ) (no titular) | Lehrbeauftragter   | Lehrbeauftragter |
| Puestos interinos   | Wissenschaftlicher Mitarbeiter (investigador de posgrado)                                                                                   | Lehrkraft für besondere Aufgaben ( LfbA ) (no titular) | Lehrbeauftragter   | Lehrbeauftragter |
| Puestos interinos   | Wissenschaftliche Hilfskraft (colaborador-alumnado interno)                                                                                 | Lehrkraft für besondere Aufgaben ( LfbA ) (no titular) | Lehrbeauftragter   | Lehrbeauftragter |

Grados iniciales
- Universitätsprofessor (grados W3 o W2)
- Professor (W3)
- Professor (W2)
- Hochschuldozent (W2 en Baden-Wurtemberg; carecen de título de profesor; equivalente a C2, en extinción desde 2002)
- Junior professorship (no titulares; W1)
- Juniordozent (no titulares; W1 solo en Baden-Württemberg)
- Studienrat o Akademischer Rat/Oberrat/Direktor auf Lebenszeit (A13, A14, A15)
- Wissenschaftlicher Mitarbeiter (TVöD 13/14/15, TvL 13/14/15)
- Wissenschaftlicher Mitarbeiter auf Zeit, Akademischer Rat auf Zeit (TVöD, TvL A13 a. Z.)
- Akademischer Mitarbeiter auf Zeit (TVöD, en Baden-Württemberg)
- Wissenschaftliche Hilfskraft (TdL)
- Studentische Hilfskraft (TdL)

Grados superiores
- Privatdozent
- Außerplanmäßiger Professor – título conferido en algunos estados a los Privatdozent que no han recibido remuneración.

Cargos administrativos
- Rektor, Präsident – rector o presidente, máximo representante de una universidad o centro superior, elegido por un cuerpo electoral, normalmente un claustro.
- Prorektor, Konrektor, Vizepräsident – vicerrector o vicepresidente, elegido.
- Kanzler – canciller o secretario, jefe de administración, elegido.
- Referent – funcionario jefe de unidad administrativa de manera permanente.
- Dekan – decano, director de una facultad o escuela, elegido.
- Prodekan – vicedecano, responsable de área de una facultad o escuela.
- Dekanatsrat – funcionario administrativo superior que realiza tareas de jefatura de personal de manera permanente.
- Institutsdirektor – jefe de departamento, elegido.

## Facultades
Durante el siglo XX, tras el doctorado, los profesores universitarios alemanes que deseaban dedicarse al mundo académico generalmente trabajaban para obtener una habilitación escribiendo una segunda tesis, conocida como Habilitationsschrift . Esto a menudo se lograba mientras trabajaba como Wissenschaftlicher Mitarbeiter o Wissenschaftlicher Assistent ("asistente científico", E13) o en un puesto no titular como Akademischer Rat ("profesor asistente/conferenciante", ambos puestos de docencia e investigación de 3+3 años). Una vez que el académico apruebe su habilitación, podrá trabajar como Privatdozent y son elegibles para ser llamados a ocupar un cargo de presidente.
Desde 2002 también es posible acceder a una cátedra de profesorado mediante vías alternativas. Se puede acceder a una cátedra en una universidad mediante habilitación, una evaluación exitosa como profesor adjunto (después de 5 años), un período de permanencia (6 años) o desempeño equivalente. En ingeniería, esto se logra a menudo mediante el conocimiento experto de la industria, y en ciencias naturales, a menudo mediante la cantidad y calidad de publicaciones. Mientras que las universidades y Fachhochschulen  ("Universidades de Ciencias Aplicadas") no tienen el mismo estatus legal, no hay diferencias formales en los rangos académicos, excepto una mayor carga docente en las Fachhochschulen, ya que no tienen mandato de investigación. Desde que se introdujo un nuevo esquema salarial en 2005, ambos tipos de universidades pueden nombrar profesores tanto W2 como W3. En general, un profesor de una Fachhochschule no ha pasado por el proceso de habilitación o de profesor asociado; tampoco puede dirigir tesis. En cambio, se requiere el doctorado y al menos tres años de experiencia laboral en investigación y desarrollo fuera del ámbito académico. Por lo general, un profesor de una universidad de ciencias aplicadas se centra más en la enseñanza, mientras que un profesor de una universidad tradicional se centra más en la investigación.

### Puestos principales
- Professor (Prof.): Desde aproximadamente 2002 es el título estándar para los catedráticos en las universidades de Alemania.
- Professor ordinarius (ordentlicher Professor, o. Prof., Univ. Prof.): profesor con cátedra, que representa la rama científica de que se trate. En Alemania era habitual denominar a estos puestos en el uso coloquial como cátedras "C4", debido al nombre de la respectiva entrada en la tabla salarial oficial para Beamte (funcionarios públicos). Tras las reformas del sistema salarial en las universidades, [4] se puede encontrar la denominación "profesor W3". Desde 2002, en la mayoría de los estados federados alemanes se dejó de usar la categoría profesional.
- Professor extraordinarius ("extraordinary professor", außerordentlicher Professor, ao. Prof.): profesor sin cátedra, a menudo en un espacio secundario, o asociado a un profesor con cátedra. En muchos estados federados de Alemania se trata de un título especial que otorga plenos derechos como profesor titular (como por ejemplo supervisión de tesis doctorales y habilitaciones, participación en todas las reuniones de profesores, derecho a una opinión especial para una tesis en su campo de especialización, etc.). Estos puestos son permanentes y normalmente se pagan de acuerdo con la escala salarial W2.[5]
- Professor emeritus (Prof. em.): profesor jubilado que recibe una pensión en lugar de un salario, pero puede dar clases en másteres, poner exámenes y tener un despacho en la universidad. Su nombramiento suele ser por dos años renovables.
- Junior Professor (Jun.-Prof.): este puesto se inició en 2002 en Alemania; se trata de un joven profesor doctor contratado para 6 años que inicia su carrera sin experiencia previa y sin habilitación. Similar al profesor ayudante doctor español.[6][7]

### Puestos hororíficos
- Honorarprofessor (Hon.-Prof.): equivalente al profesor extraordinario holandés, es un puesto honorífico, no remunerado. La persona está vinculada a un departamento y suele dar conferencias a pequeña escala.
- außerplanmäßiger Professor (apl. Prof. or Prof.): un profesor universitario titular o un ex Privatdozent a quien se le otorga el título después de un tiempo en el que ha realizado una investigación excelente. [8] La palabra außerplanmäßig (supernumerario) significa literalmente "fuera del plan" y denota que no hay remuneración asociada con el puesto (un profesor puede ser empleado como investigador en la universidad, pero también puede ser empleado fuera del sistema universitario). Como miembros del profesorado, están obligados a impartir clases y realizar exámenes y tienen derecho a dirigir tesis doctorales. [9]
- Privatdozent ( Priv.-Doz. o PD ): miembro de una facultad que ha aprobado la habilitación ; este título también puede otorgarse a un exprofesor junior y, en términos de logros académicos, es comparable al de profesor asociado (América del Norte), profesor titular (Reino Unido) o maître de conférences (Francia). [10] [11] [12] [13] [14] Un Privatdozent está obligado a dar clases y realizar exámenes (a menudo sin remuneración) para conservar el título y está autorizado a supervisar tesis doctorales.
- Lehrbeauftragter : puesto de enseñanza remunerado a tiempo parcial (por ejemplo, 2 horas por semana en un semestre) para científicos o personas destacadas en sus profesiones, a menudo con un doctorado; es comparable al puesto de profesor asistente adjunto o profesor asociado adjunto (Estados Unidos). En Alemania, no se considera un puesto de profesor.
- Vertretungsprofessor: es un profesor interino que representa oficialmente una cátedra o puesto de profesor vacante por un tiempo limitado, generalmente 1 o 2 semestres. Muy a menudo se requiere una habilitación completa. Es comparable con el de profesor visitante asociado (EE.UU). Algunos profesores utilizan este puesto como transición antes de conseguir una cátedra en otra institución.
- Gastprofessor : Académico visitante. Si imparten conferencias a veces también se les llama profesores visitantes. Además, un profesor visitante también puede trabajar como Vertretungsprofessor .
- Seniorprofessor : un profesor próximo a jubilarse queda liberado del requisito de dar clases y se dedica únicamente a investigar (Profesor emérito, en España). Su salario pasa al fondo de pensiones, y parte de su antiguo salario se utiliza a menudo para contratar a un joven que asuma gradualmente el trabajo del profesor principal.

### Otros profesores
Otros usos del título de professor :
- Título profesional fuera de las universidades : En Alemania, algunos funcionarios, como los directores de ciertos museos públicos o de instituciones públicas orientadas a la investigación, llevan un título profesional que contiene la palabra "professor". Ejemplos: "Präsident und Professor des Bundesinstituts für Risikobewertung" ("Presidente y profesor del Instituto Federal de Evaluación de Riesgos"), "Präsident und Professor der Stiftung Deutsches Historisches Museum" ("Presidente y profesor de la Fundación Museo Histórico Alemán").
- Gymnasialprofessor (Profesor de Gymnasium ): En algunos estados federados alemanes, los profesores de educación secundaria (Gymnasium) también fueron designados profesores a finales del siglo XIX y principios del XX. En Austria, a los profesores titulares de los institutos de secundaria todavía se les llama "profesores" .

## En otros países
Sistemas similares o idénticos a los de Alemania (donde se requiere una habilitación ) existen, por ejemplo, en Austria, la parte germanoparlante de Suiza (sin embargo, en Suiza el término se utiliza como un título honorífico más general en las Universidades de Ciencias Aplicadas, las Fachhochschulen ), así como en Polonia, Eslovaquia, Hungría y Eslovenia .
En Polonia, profesor es un título académico necesario para obtener el puesto de profesor titular (ordinario). La cátedra extraordinaria es de rango inferior y no requiere el título de profesor.
En algunos países que utilizan el sistema académico de estilo alemán (por ejemplo, Austria, Finlandia y Suecia ), profesor también es un título honorífico que puede otorgar el presidente o el gobierno a un artista, académico, etc., de forma completamente independiente de cualquier puesto o asignación académica real.